# ASHRAE 90.1

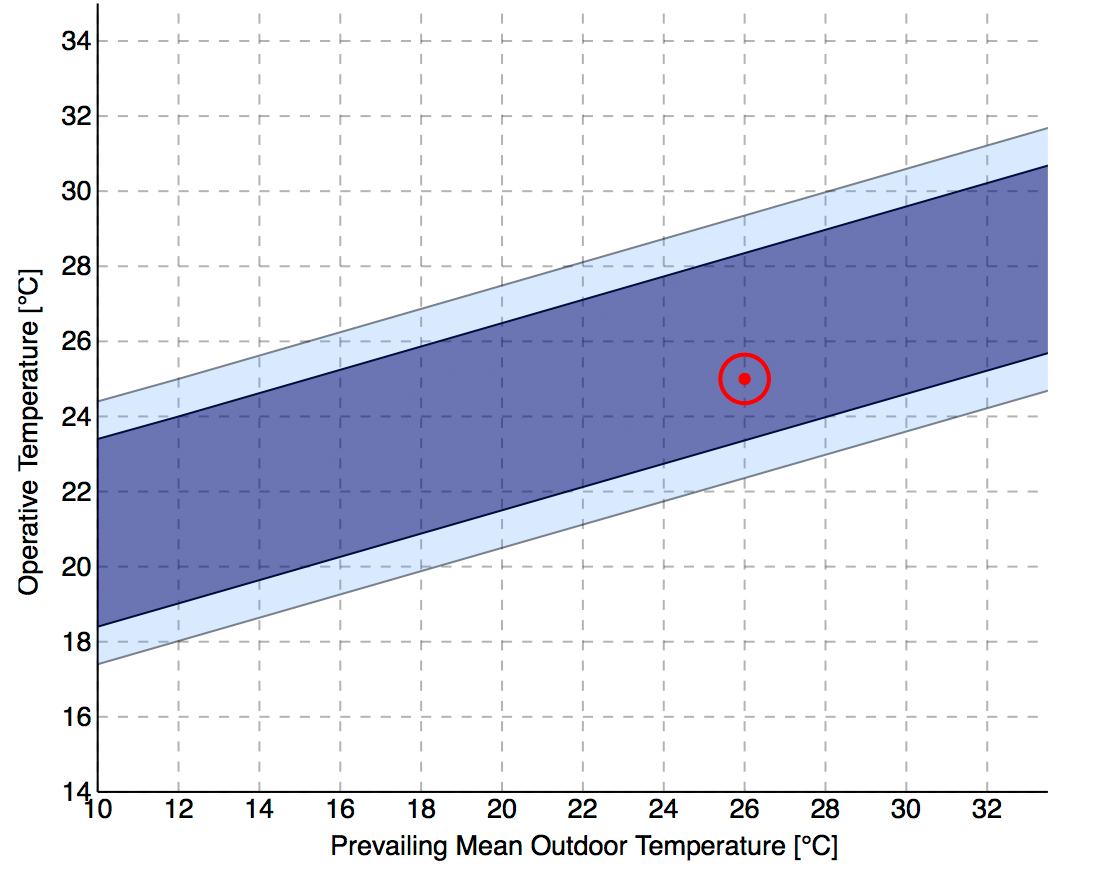
Aquest gràfic representa la combinació acceptable de temperatura operativa interior i temperatura exterior mitjana predominant. Les regions blaves són les zones de confort d'acceptabilitat del 80% i del 90%, segons el mètode adaptatiu de l'estàndard ASHRAE 55-2010.

L'estàndard ANSI/ASHRAE/IES 90.1: Estàndard energètic per a edificis excepte edificis residencials de baixa alçada és un estàndard de l'American National Standards Institute (ANSI) publicat per ASHRAE i patrocinat conjuntament per la Illuminating Engineering Society (IES) que proporciona requisits mínims per a dissenys eficients energèticament. per a edificis excepte edificis residencials de poca alçada (és a dir, habitatges unifamiliars, edificis plurifamiliars de menys de quatre pisos, cases mòbils i cases modulars). L'estàndard original, ASHRAE 90, es va publicar el 1975. Des d'aleshores hi ha hagut diverses edicions. L'any 1999, el Consell d'Administració d'ASHRAE va votar per posar l'estàndard en el manteniment continu, basat en els ràpids canvis en la tecnologia energètica i els preus de l'energia. Això permet que s'actualitzi diverses vegades en un any. L'estàndard va ser rebatejat com a ASHRAE 90.1 el 2001. Des de llavors, s'ha actualitzat el 2004, 2007, 2010, 2013, 2016 i 2019 per reflectir tecnologies més noves i eficients.

## Estructura i forma
En general, hi ha dos mitjans o vies perquè els dissenyadors d'edificis compleixin amb ASHRAE 90.1:
- Camí prescriptiu: Tots els components de l'edifici compleixen els estàndards mínims especificats per ASHRAE 90.1.
- Ruta de rendiment: es demostra que un disseny d'edifici proposat (a través de la simulació de rendiment de l'edifici) utilitza menys energia que un edifici de referència construït segons les especificacions ASHRAE 90.1. Ara té tres camins. Per al compliment del codi, hi ha el capítol 11, que compara un model energètic del vostre edifici amb un model energètic d'un edifici amb prou feines compatible amb el mateix sistema de climatització i, a l'edició de 2016, es va afegir una ruta a l'apèndix G que compara un model energètic del vostre edifici amb un model de referència basat en l'edició de 2004 de l'estàndard 90.1 i requereix un consum d'energia menor que varia en funció del tipus d'edifici.

Dins de les seccions de la norma, hi ha algunes variacions d'això. Algunes seccions tenen disposicions obligatòries, enfocaments simplificats o oportunitats de compensació.

### Camí prescriptiu
ASHRAE 90.1 inclou requisits prescriptius per als següents:
- Envoltant de l'edifici (secció 5): aïllament mínim de paret, aïllament mínim del sostre, reflectància del sostre, rendiment mínim del vidre
- HVAC (Secció 6): eficiència mínima de l'equip, característiques mínimes del sistema, limitació del reescalfament, limitació de la potència del ventilador
- Aigua calenta sanitària (Secció 7): eficiència mínima de l'equip, característiques mínimes del sistema
- Potència (Secció 8): eficiència del transformador, controls automàtics de receptacle, control energètic
- Il·luminació (Secció 9): densitat màxima de potència d'il·luminació interior (LPD, expressada en watts/ft²), controls mínims d'il·luminació, il·luminació exterior, il·luminació d'aparcaments
- Altres equips (Secció 10): motors elèctrics, bombes de reforç d'aigua potable, ascensors i escales mecàniques

### Camí de rendiment
En l'enfocament de rendiment, s'estableix un pressupost de cost energètic de referència (BCE), basat en la mida de l'edifici i el programa. Aquest BCE de referència s'estableix mitjançant la simulació de rendiment de l'edifici per modelar un edifici amb la mateixa mida i programa que l'edifici del projecte, construït d'acord amb els requisits prescriptius de l'ASHRAE 90.1 (seccions 5-10). El BCE s'expressa en unitats de dòlars.
A continuació, es realitza una simulació de rendiment de l'edifici sobre el disseny de l'edifici proposat . El pressupost de cost energètic proposat ha de ser inferior o igual al pressupost de cost energètic de referència per aconseguir el compliment.L'enfocament de rendiment també s'utilitza per demostrar l'eficiència energètica del disseny, sovint expressada com a percentatge millor que l'estàndard ASHRAE 90.1 . Els dissenys d'edificis indicaran el seu rendiment com a "40% millor que ASHRAE 90.1-2007" o "20% millor que ASHRAE 90.1-2010". La millora percentual respecte a ASHRAE 90.1 és la base per atorgar punts d'energia dins del sistema de qualificació LEED.

## Estat com a codi energètic i estàndard de la indústria
Molts estats apliquen ASHRAE 90.1 als edificis en construcció o en renovació. La majoria dels estats apliquen la norma o estàndards equivalents per a tots els edificis comercials. Altres apliquen la norma o estàndards equivalents per a tots els edificis governamentals. Hi ha alguns estats que utilitzen altres estàndards de conservació d'energia per a tots els edificis comercials i alguns altres estats que utilitzen una combinació de l'estàndard ASHRAE 90.1 per a tots els edificis governamentals i utilitzen altres estàndards de conservació d'energia per als seus edificis comercials. Alguns estats no apliquen cap estàndard de conservació d'energia als seus edificis governamentals i comercials.
L'estat actual de l'adopció dels codis energètics es fa un seguiment del Projecte d'assistència als codis de construcció. Al setembre de 2020, 7 estats tenen codis que compleixen o superen l'estàndard ASHRAE 90.1-2016; 14 estats tenen codis que compleixen o superen l'estàndard ASHRAE 90.1-2013; 8 estats tenen codis que compleixen o superen l'estàndard ASHRAE 90.1-2010; 9 estats tenen codis que compleixen o superen l'estàndard ASHRAE 90.1-2007 i 8 estats no tenen cap codi estatal o un codi que precedeix 90.1-2004. El Codi energètic de Califòrnia (Títol 24 Part 6 del CCR) té una estructura i requisits molt similars.
ASHRAE 90.1 també és un estàndard de la indústria al qual fa referència l'USGBC al programa de certificació d'edificis LEED. Sovint s'utilitza com a línia de base per a la comparació durant projectes d'adaptació energètica o qualsevol projecte que utilitzi la simulació del rendiment d'edificis.
Fora dels EUA, el Codi d'edificació per a la conservació de l'energia de l'Índia té una forma i un abast similars a ASHRAE 90.1. (Altres països tenen formes diferents, com ara la qualificació energètica d'edificis d'Irlanda o l'ordenança d'eficiència energètica d'edificis de Hong Kong).